# Црква брвнара у Вреоцима
Црква брвнара у Вреоцима, насељеном месту на територији Градске општине Лазаревац, подигнута је 1815. године и припада Епархији шумадијској Српске православне цркве.
Црква брвнара у Вреоцима посвећена је Ваведењу Пресвете Богородице. Спада у ред најстаријих у Колубарском округу и једна од најстаријих у Србији. Налази се у источном делу насеља, удаљеном од центра, у комплексу од 1,3ha парковски уређеног простора у коме је и неколико стабала старијих од 200 година. 
Црква брвнара Ваведења Пресвете Богородице  спада у културна добра која представљају значајне изворе за познавање националне историје. Припада националној стази која повезује сакралне комплексе цркава брвнара и спомен места из 18. и 19. века: просторна целина у Орашцу, комплекс цркве брвнаре у Вранићу, простор у селу Дрлупи где се Карађорђе борио са Аганлијом 1804. године, црква брвнара у Вреоцима и у селу Брајковцу и друге споменике.
На основу црквених летописа из 1890, 1891. и 1894. године, као и етнолошких података, зна се да је пре данашње старе цркве, на овој локацији било још цркава, изграђених током друге половине 18. и прве половине 19. века. Основа цркве је површине 72m². Ширина брода износи 5,70m, укупна дужина 13,80m, а висина од пода до слемена је 5,40m. Источни и западни крајеви завршени су петоугаоно. Грађевина има сачувана три дела: трем, средишњи део и олтар. Иконостас је дело зографа Константина, а иконе је око 1844. године урадио Јеремија Поповић. Црква је 1992. године реконструисана и том приликом је стари кровни покривач од шиндре замењен црепом и урађен нови под од цигала. Од околног простора порте, црква је одвојена дрвеном тарабом.
Због ширења површинског копа рудника Колубара планирана је селидба цркве брвнаре, као и цркве Покрова Пресвете Богородице са којом дели заједничку порту.